# Чепіга Захарій Олексійович
Заха́рій (Харитон) Олексі́йович Чепі́га  (нар.1725, Бортки — пом.14 січня 1797, Катеринодар) — другий, після Сидора Білого та останній кошовий отаман Чорноморського козацького війська Російської імперії.

## Життєпис
Народився у селищі Бортки на Чернігівщині у 1725 році. Чепіга — козацьке прізвисько, в той час як справжнє прізвище невідоме. Деякі історики приводять як справжнє прізвище Куліш, але ці дані наврядчи можна вважати достовірними. Був вірним запорозькій обітниці безшлюбності, відповідно нащадків по собі не залишив.
Прибув до Січі, ймовірно, на початку 1740-х років і на момент її знищення обіймав посаду полковника Протовчанської паланки. Після зруйнування Січі (1775) Захар Чепіга перебував у ранзі капітана у відставці і займався господарськими справами. У 1783 за наказом Григорія Потьомкіна зробив невдалу спробу створити волонтерські когорти з колишніх запорозьких козаків.
Під час подорожі Катерини ІІ Тавридою (1787) Потьомкін представив колишніх запорозьких старшин, і серед них Чепігу імператриці. На цій зустрічі козаки одержали дозвіл створити військо з колишніх запорожців на російській службі. Перші операції чорноморських козаків у війні (1787—1791) відбувались навколо Бузького лиману та Очакова. Після загибелі кошового Сидора Білого в битві в Дніпровському лимані розпочалася суперечка за отаманство з Антіном Головатим. В цей час отаманом чорноморців обирають Івана Сухиню. Проте у липні прихильника Чепіги домоглися затвердження саме свого кандидата отаманом. Чепіга безпосередньо очолював кінні загони чорноморських козаків.
Під час одного з походів у 1788 році Чепіга у бою був тяжко поранений кулею у праве плече. Під час штурму Ізмаїла (1790) бригадир Чепіга вдало керував діями другої колони і сприяв захопленню фортеці з боку Дунаю. Після переходу через Дунай в битві при Бабадазі (1791) полк Чепіги разом з катеринославським, бузьким і донськими козаками брав участь у розгромі турецьких військ, перебуваючи в авангарді, Чепіга захопив 11 гармат, бунчуки та весь обоз 23-тисячного турецько-татарського війська. За військові досягнення під час війни 1787—1791 Чепігу було нагороджено, крім чинів полковника та бригадира, орденами святого святого Георгія Переможця, Святого Володимира та почесною зброєю.

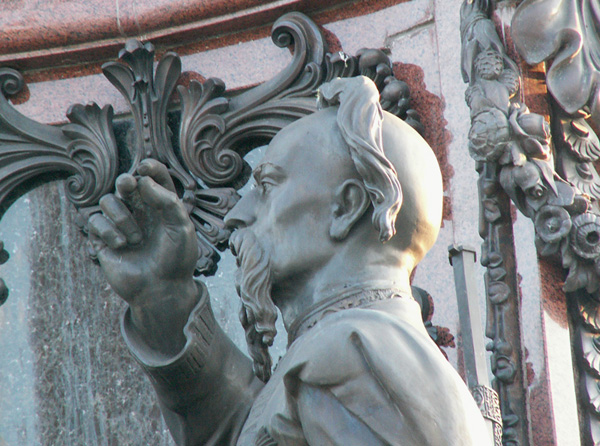
Отаман Чепіга. Фрагмент монумента Катерині ІІ у Краснодарі

Після переселення чорноморських козаків на Кубань (1792) Чепіга активно займався адміністративними та господарськими справами війська, брав участь у розбудові кубанського кордону.
З вибухом повстання у Польщі (1794) два козацькі полки під проводом Чепіги було відряджено до війська Миколи Рєпніна та графа Олександра Суворова. За участь у штурмі варшавського передмістя Праги Чепігу було нагороджено орденом Святого Володимира 2-го ступеня.
На Кубані Чепіга продовжував займатися влаштуванням війська на нових територіях. Втім, виснажений походом і важкою хворобою, 14 січня 1797 року Чепіга помер на 71-му році життя і був похований на тому місці, де згодом був зведений Катеринодарський собор.

## Вшанування пам'яті
- 1-й Катеринодарський полк Кубанського козацького війська був відданий у «Вічне Шефство кошового отамана Чепіги» 26 серпня 1904 року.
- На його честь названо у 1909 році станицю Чепігінська[ru].
- Його ім'я носить вулиця в Одесі та Ізмаїлі.
- Вулиця Захарія Чепіги у місті Миколаїв.
- Провулок Захарія Чепіги у місті Первомайськ.
- Його бронзова фігура (разом із Сидором Білим і Антоном Головатим є частиною монументу Катерині ІІ в Краснодарі.
- У травні 2013 року йому зведено пам'ятник у місті Єйськ Краснодарського краю.